# Cipci
Pogostost priimka Cipci je bila po podatkih Statističnega urada Republike Slovenije na dan 1. januarja 2010 manjša kot 5 oseb. 

## Znani nosilci priimka
- Ivo Cipci, hrvaški vaterpolist
- Jakov Cipci (1901—1975), slovenski dirigent hrvaškega rodu
- Kruno Cipci (1929—2002), slovenski dirigent in skladatelj hrvaškega rodu